# Pilgrim von Prag
Pilgrim (auch: Pilgrim von Prag; † 8. oder 25. Januar 1240 vermutlich in Prag) war Bischof von Prag.

## Leben
Sein Geburtsdatum und seine Herkunft sind nicht bekannt. Er war Domherr von Prag und Stiftspropst von Mělník. Auf Wunsch des Königs Ottokar I. Přemysl wählte das Prager Domkapitel nach dem Tod des Bischofs Andreas Pilgrim zu dessen Nachfolger. Schon am 1. Juni 1223 bestätigte Pilgrim als Bischof eine Schenkung an das Benediktinerkloster Vilémov. Die Bischofsweihe erteilte ihm der Mainzer Metropolit Siegfried II. von Eppstein am 1. Oktober 1223.
Da offenbar versäumt wurde, die päpstliche Bestätigung vor der Weihe einzuholen, erkannte Papst Honorius III. die Wahl nicht an und verlangte 1224 eine Neuwahl, an der neben dem Domkapitel auch die Zisterzienseräbte von Nepomuk und Ossegg sowie der Olmützer Bischof Robert teilnehmen sollten. Zudem sollte sich der Elekt Pilgrim in Rom einer Überprüfung durch die Kurie stellen. Das entsprechende Breve wurde an den Mainzer Erzbischof und an den König von Böhmen zugestellt. Da sie darauf nicht reagierten, rügte der Papst am 20. März 1225 den Metropoliten wegen der zu Unrecht vorgenommenen Bischofsweihe und behielt sich eine Bestrafung vor. Gleichzeitig verlangte er, dass Pilgrim bis zum 29. September d. J. in Rom zu erscheinen habe. Daraufhin reiste Pilgrim in Begleitung von Domherren um die Jahreswende 1225/26 nach Rom, wo er auf sein Bistum verzichtete.
Pilgrim behielt die bischöflichen Titel, blieb Domherr von Prag sowie Propst von Mělník und nahm weiterhin an liturgischen Handlungen teil. Am 10. Mai 1237 assistierte er in Erfurt dem Mainzer Erzbischof Siegfried III. von Eppstein bei der Weihe des Prager Bischofs Bernhard. Er unterstützte die Dominikaner und schenkte dem Prager Kapitel das Dorf Koryčany.
1227 erkannte Papst Gregor IX. Pilgrim eine finanzielle Entschädigung zu, die dessen Nachfolger Johann II. von Dražice jährlich an Pilgrim zu entrichten hatte. Pilgrim starb vermutlich in Prag und wurde in der St.-Klemens-Kirche des Dominikanerklosters beigesetzt.